# Коксон, Люсинда
Люсинда Коксон (англ. Lucinda Coxon; род. 1962, Дерби) — британский драматург и сценаристка. Двукратный номинант на премию БАФТА (2012, 2016).

## Биография
Родилась в 1962 году в Дерби.
С 1981 года обучалась в Сомервиль-колледж.
Её пьесы были поставлены на большинстве ведущих театральных площадок Англии, включая «Буш» и Королевский национальный театр. Она также адаптировала для местных театров пьесу Лорки «Волшебная башмачница» и роман Тарьея Весоса «Ледяной замок».
Коксон живёт на северо-западе Лондона со своим мужем и дочерью.

## Фильмография
- Сердце моё (2003)
- Дикая штучка (2010)
- Багровый лепесток и белый (2011)
- Девушка из Дании (2015)
- Новорождённый (2018)
- Одна жизнь (2023)